# Municipio de Herlev
El municipio de Herlev (en danés, Herlev Kommune) es un municipio situado en los suburbios del noroeste de Copenhague, en la Región Capital de Dinamarca. El municipio tiene una superficie de 12 km² y una población total de 29 876 habitantes (1 de enero de 2024). Su alcalde es Thomas Gyldal Petersen, miembro del partido político Socialdemócratas (Socialdemokraterne). El antiguo pueblo de Herlev es el mayor asentamiento del municipio y la sede del consejo municipal. Es más conocido por ser la sede del Hospital de Herlev.
Los municipios vecinos son Gladsaxe al este y noreste, el municipio de Furesø al norte, Ballerup al oeste, Glostrup al suroeste, Rødovre al sur y Copenhague al sureste.

## Anfitrión
El municipio de Herlev no se fusionó con otros municipios el 1 de enero de 2007, en el marco de la Reforma Municipal («La reforma municipal» de 2007) de ámbito nacional.

## Política

### Consejo municipal
El consejo municipal de Herlev está formado por 19 miembros, elegidos cada cuatro años.
A continuación se presentan los concejos municipales elegidos desde la Reforma Municipal de 2007 .
| A                                           | B  | C | F | O | V | Ø |       |    |                            |                  |
| 2005                                        | 12 | 1 | 2 | 2 | 1 | 1 |       | 19 | 67,1%                      | Kjeld Hansen (A) |
| 2009                                        | 11 |   | 2 | 4 | 1 | 1 | 63,6% | 19 |                            | Kjeld Hansen (A) |
| 2013                                        | 13 | 1 | 1 | 2 | 1 | 1 | 69,6% | 19 | Thomas Gyldal Petersen (A) |                  |
| 2017                                        | 12 | 2 | 1 | 1 | 1 | 2 | 68,7% | 19 | Thomas Gyldal Petersen (A) |                  |
| Datos de Kmdvalg.dk 2005, 2009, 2013 y 2017 |    |   |   |   |   |   |       |    |                            |                  |

## Ciudades gemelas – ciudades hermanas
Herlev está hermanada con: 
 
- Eberswalde, Alemania
- Gniewkowo, Polonia
- Höganäs, Suecia
- Lieto, Finlandia
- Nesodden, Noruega
- Seltjarnarnes, Islandia
- Sermersooq, Groenlandia